# Wolfgang Oswald (Eishockeyspieler)
Wolfgang Oswald (* 7. Mai 1960 in Landshut) ist ein ehemaliger deutscher Eishockeyspieler. Er spielte als Verteidiger unter anderem in der Eishockey-Bundesliga für den EV Landshut und den Mannheimer ERC.

## Laufbahn
Oswald begann seine Profilaufbahn beim EV Landshut in der Saison 1980/81. Der Mannschaft aus Landshut, mit der er unter Trainer Karel Gut, mit der er in der Saison 1982/83 die Deutsche Eishockeymeisterschaft gegen den Mannheimer ERC gewann, blieb er bis zur Saison 1984/85 treu. Danach wechselte er in der laufenden Saison zum Mannheimer ERC. Mit der von Ladislav Olejnik trainierten Mannheimer Mannschaft wurde der kräftige Verteidiger 1985 und 1987 jeweils Deutscher Eishockey-Vizemeister. In 236 Spielen konnte er dabei 55 Scorerpunkte erzielen. 1990 wechselte er in die 2. Eishockey-Bundesliga und spielte dort unter anderem für den ESV Kaufbeuren und TSV Erding. 1996 erhielt er beim EHC Straubing keinen Vertrag mehr und beendete seine Laufbahn.